# 戦時緊急出力
WEP（War Emergency Power、日本語訳：戦時緊急出力）は、第二次世界大戦期のアメリカで用いられた、軍用機のエンジンにおけるスロットル操作に関する用語である。緊急時にWEPを用いることで、5分程度の限られた時間ではあるが、エンジンの最大定格値を上回る出力を生み出すことができた。

アメリカ軍以外でも、ドイツ空軍のNotleistung（緊急出力の意）やソ連空軍のфорсаж（ラテン翻字：forsazh、アフターバーナーの意）を始めとする同様のシステムが存在し、当時は（戦時中ということもあり）別のものとして扱われていたが、今日ではこれらもWEPとして言及されている。
旧日本軍においても一部の機体に、超過ブーストや戦闘馬力と呼称される同様のシステムが存在した。

## 航空機
主にエンジン保護の観点から、平常時のエンジン出力には機械的な制限が設定されており、緊急時にはこれを一時的に解除することで出力の増加操作を行っていた。即ち、スロットル開放の上限を無効化し出力増加装置の起動操作をパイロットが行うことでエンジンの性能を限界まで引き出し、一時的な速力増加を狙う行動やそれを実現するためのシステム・機構がWEPである。

### 第二次世界大戦
アメリカ軍が主に使用したP-51マスタングH型の定格出力は1,380hpだが、WEPにより61%増の2,218hpまで出力を引き上げることが可能で、これは同じくD型の1,490hpから1,720hpへの増加と比較すると顕著なブースト率である。F4Uコルセア（2,000hp）には当初WEPは搭載されていなかったが、後に、最大410hpの出力増加が可能なWEPが導入された。エンジン出力の引き上げは製造メーカーによっていくつかの手段が用いられたが、中でもウォーターインジェクションや水メタノールインジェクションなどが代表的である。どの方式であっても通常と比べてエンジンの受ける負荷は際立って大きく、WEPによるブーストはエンジン寿命の短縮と表裏一体であった。前述のP-51Dの場合、延べ5時間のWEP後には必ずエンジンの完全な分解検査が行われるなど、いくつかの機種では次の離陸までにWEPによるダメージ検査を必要とした。

イギリス及びイギリス連邦（コモンウェルス）においては、スーパーチャージャーによる出力増幅が一般的であった。同勢力圏で主に活躍したハリケーンやスピットファイアに搭載されたロールス・ロイスのマーリンは、1940年ごろまでに成った100オクタンガソリンの普及によって過給圧を6lbから倍の12lbに上げる改良を行い、併せて水・空気アフタークーラー（インタークーラー）を搭載したことで、マーリンIIIでは定格880hpのところ、WEPでは一時的に1,310hpまでのブーストを達成した。ただし、パイロットはWEPの使用を記録しなければならず、連続使用も5分以内に制限されていた。

ドイツ版のWEPであるNotleistungシステムは主に二つ存在した。水メタノール噴射式のインジェクションであるMW50は、高高度でも凍結せずに噴射できるようメタノールが混ぜられていたが、タンクなどの追設を必要としたため機体重量の増加を招いた。他のブースト技術と同様、MW50も容量やエンジン温度に制約を受けており、使用可能時間も限られていた。同じくドイツで用いられたGM-1は趣をやや異にする出力増加装置であり、亜酸化窒素を用いて冷却と増圧の一挙両得が可能であった（詳細はGM-1の記事を参照）。一方で、地上で亜酸化窒素を冷却をしなければならない上、機体重量を増加させていたのはMW50と同様である。特に、これらの噴射装置は液剤を使い切ってしまうとタンクやパイプが死重となる問題を抱えていた。2つの装置を両方搭載した機種はいくつか存在したが、中でも戦争末期に登場した高高度戦闘機であるTa152のHシリーズは、2つのシステムを併用することで756km/hに達した。ユンカースのユモ213EおよびMW50とGM-1を搭載したTa152Hの試作機を駆るクルト・タンク技師が、複数のP-51Dに追われる中でこの速度を記録したのは1945年4月のことであった。

## 主なシステム
- 水噴射（ウォーターインジェクション）
- 水エタノール噴射
  - MW50
- 亜酸化窒素噴射システム
  - GM-1
  - ナイトラス・オキサイド・システム - 基本原理を同一とする民生用のチューニングパーツ｡
- форсаж（Forsazh）